# Temporada de furacões no oceano Atlântico de 1977
A temporada de furacões no Atlântico de 1977 foi um evento no ciclo anual de formação de ciclones tropicais. A temporada começou em 1 de junho e terminou em 30 de novembro de 1977. Estas datas delimitam convencionalmente o período de cada ano quando a maioria dos ciclones tropicais tende a se formar na bacia do Atlântico.
A atividade da temporada de furacões no Atlântico de 1977 ficou abaixo da média, com um total de 6 tempestades dotadas de nome e cinco furacões, sendo que apenas um destes, Anita, atingiu a intensidade igual ou superior a um furacão de categoria 3 na escala de furacões de Saffir-Simpson.
No final de agosto e início de setembro, o furacão Anita, o mais intenso da temporada, atingiu a costa do golfo do México como um furacão de categoria 5, causando 11 fatalidades. Dias depois, o furacão Babe atingiu a costa da Luisiana, Estados Unidos, causando 32 milhões de dólares em danos.

## Nomes das tempestades
Os nomes abaixo foram usados para dar nomes às tempestades que se formaram no Atlântico Norte em 1977. Devido aos efeitos causados pelo furacão Anita, seu nome foi retirado.
| - Anita - Babe - Clara - Dorothy - Evelyn - Frieda - Grace (sem usar) | - Hannah (sem usar) - Ida (sem usar) - Jodie (sem usar) - Kristina (sem usar) - Lois (sem usar) - Mary (sem usar) - Nora (sem usar) | - Odel (sem usar) - Penny (sem usar) - Raquel (sem usar) - Sophia (sem usar) - Trudy (sem usar) - Virgínia (sem usar) - Willene (sem usar) |